# Espinosa de los Monteros
Espinosa de los Monteros – gmina w Hiszpanii, w prowincji Burgos, w Kastylii i León, o powierzchni 137,5 km². W 2011 roku gmina liczyła 2007 mieszkańców.